# 危害人类罪
危害人類罪或反人类罪，旧译违反人道罪，于2002年7月1日生效的《国际刑事法院罗马规约》将该罪名中文译名确定为危害人类罪。规约中的定义为“是指那些针对人性尊严极其严重的侵犯与凌辱的众多行为构成的事实。这些一般不是孤立或偶发的事件，而是出于政府的政策，或是实施了一系列被政府允许的暴行。如针对民众实施的谋杀、种族灭绝、人體試驗、致病針劑實驗、酷刑、强奸、政治性的、种族性的或宗教性的迫害，以及其他非人道的行为”。

## 歷史
危害人类罪的初次适用是在第二次世界大战后对战争罪犯的审判；当时，危害人类罪被列为丙类犯罪。其後在前南斯拉夫问题国际刑事法庭的斯雷布雷尼察大屠杀案、卢旺达问题国际刑事法庭的卢旺达种族灭绝案、柬埔寨法院特別法庭的红色高棉种族灭绝等案多次實踐應用。情節重大的嫌犯如為國家元首、政府官員、組織領袖或指揮官由國際刑事法院自動取得管轄權，可強制赴海牙出庭受審，亦無法定追訴時效期限；餘犯可由國內法院依國際法有關約文偵訊法辦，不受各當事國國內法規程序與內容影響。
联合国人权事务高级专员巴切莱特于2022年8月31日发布《新疆人权报告》，指中国以反击恐怖主义和极端主义为名严重侵犯新疆维吾尔族和穆斯林的人权。报告称在新疆发现一系列人权受到不当限制的情况，中国政府的行为可能构成国际罪行，特别是危害人类罪。

## 判處對象

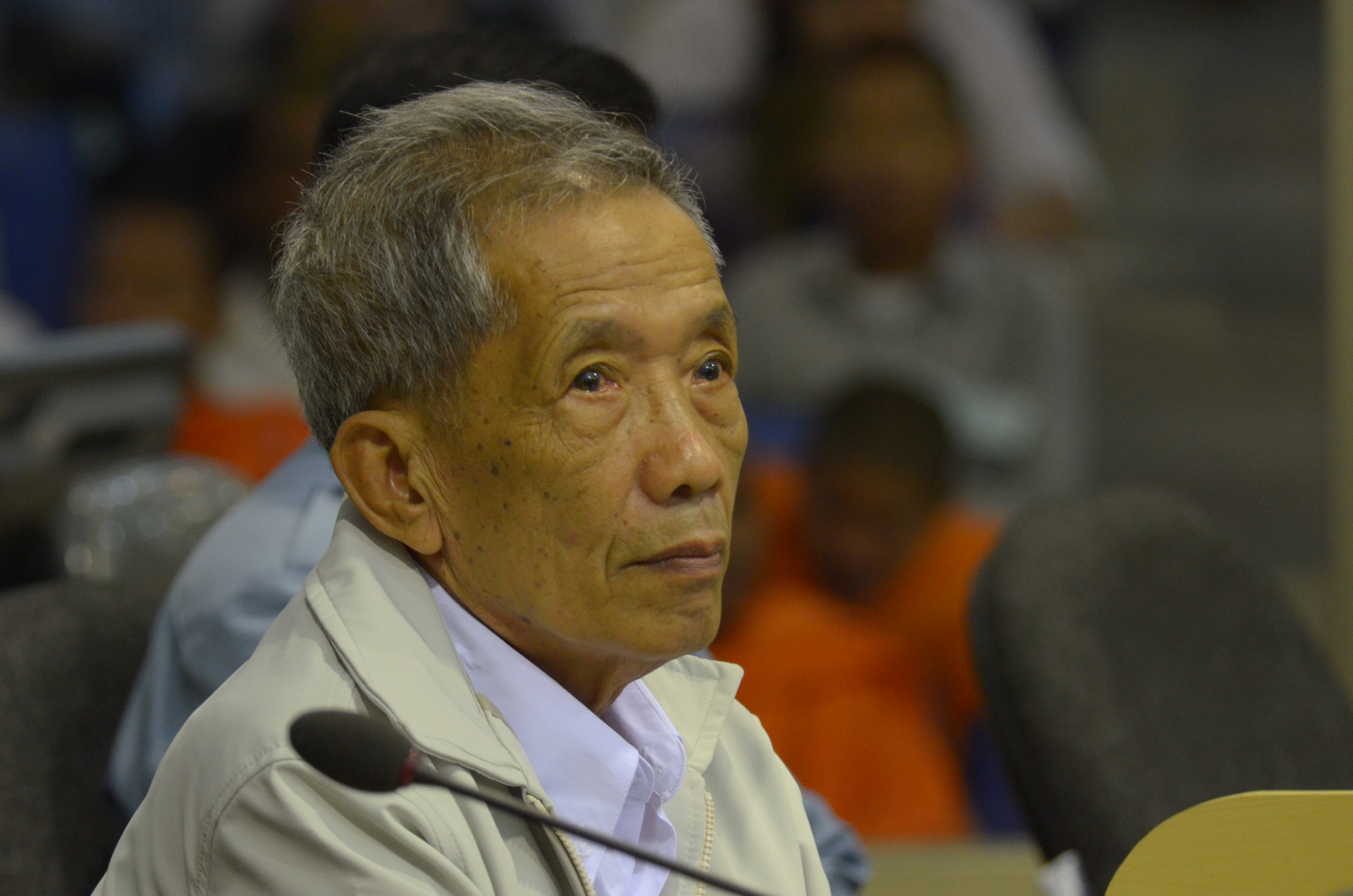
負責管理S-21集中營的柬埔寨人康克由因危害人類罪而被柬埔寨特別法庭判處無期徒刑

自2002年以来，共有10名国家元首或最高领导人被判“危害人类罪”（其中科特迪瓦前總統洛朗·巴博後被國際刑事法院判決無罪），分别如下：
- 伊拉克前总统萨达姆·侯赛因被指控1982年時在杜贾尔村杀害当地148名什叶派村民，犯有危害人类罪等罪行，2006年被判处死刑且于当年12月30日处绞[10]；
- 乍得前总统侯賽因·哈布雷被指控於执政期間至少杀害了4万名反对者，超过20万名普通公民曾遭到特务部门的监禁或虐待，2016年5月30日被设在塞内加尔首都达喀尔的非洲特别法庭以危害人类罪及战争罪等罪名判处终身监禁[11]；
- 蘇丹共和國前总统奧馬爾·巴席爾被指控在苏丹达尔富尔地区犯有战争罪和危害人类罪[12]；
- 大阿拉伯利比亞人民社會主義民眾國最高領導人穆安瑪爾·格達費被指控於2011年指使利比亚安全部队对平民进行了“大范围的”和“系统性的”袭击 ，造成了至少有1万名利比亚人死亡，犯有危害人类罪[13]；
- 科特迪瓦前总统洛朗·巴博被指控在2011年同反政府阵营发生武力衝突造成至少3000人死亡，犯有危害人类罪[14]；
- 利比里亚前总统查爾斯·泰勒被指控在塞拉利昂内战时期支持革命联合阵线的叛乱分子屠杀上万名民众，犯有战争罪和危害人类罪被判刑50年[15]；
- 危地马拉前总统里奧斯·蒙特被指控在1982年至1983年执政期间下令屠杀了1771名原住民，2013年5月因种族屠杀罪和危害人类罪被判监禁80年[16]；
- 民主柬埔寨前国家主席团主席喬森潘被指控其统治期间发生了红色高棉大屠杀，造成了将近当时25%人口（约200万人）的死亡。在柬埔寨法院特別法庭上與農謝因危害人類罪被判處終身監禁[17]；
- 科索沃时任总统哈希姆·萨奇在2020年6月24日被位于荷兰海牙的国际特别检察官办公室指控在1998至1999年期间针对塞族、罗姆人、科索沃阿尔巴尼亚裔政治异见者等犯下战争罪及危害人类罪，涉及近100宗谋杀。[18] 萨奇随后被押往荷兰海牙受审，被移交到当地的拘留中心关押，同年11月5日辞去总统职务；
- 菲律賓前總統羅德里戈·杜特爾特在2025年3月11日因被國際刑事法院指控其在任内发动的“毒品战争”，涉及6000名疑犯死亡，犯下危害人類罪。[19] 杜特爾特當天從香港返回馬尼拉，抵達尼諾伊·阿基諾國際機場時在菲律賓國家警察與國際刑警組織的協助下被逮捕。目前正被押送至荷蘭海牙，準備接受審判[20]。

## 其余被指控者
以下人员并未受到国际刑事法院的指控，仅被地方的刑事法院指控犯有本罪。
- 朝鲜民主主义人民共和国的最高领导人金正恩、前领导人金正日和金日成被多人指控犯有危害人类罪，其中包括美国人奥托·瓦姆比尔的母亲，脱北者川崎荣子指控朝鲜金氏政权犯下的一系列反人道的罪行，包括但不限于群体灭绝、跨国绑架等恶劣行径，并向当地法院提起相关诉讼。由于朝鲜被列为“支持恐怖主义的国家”因而不受美国制定法律《外国主权豁免法》的豁免。2018年，在奥托·瓦姆比尔被朝鲜当局迫害致死后，他的母亲和家属获赔10亿美元的赔偿金，赔偿金则由扣押朝鲜的海外资产进行支付，2019年美国扣押一艘朝鲜货船并进行拍卖，所拍卖的资金用于赔偿奥托·瓦姆比尔[21]。
- 2008年5月26日，智利地方法院指控前国家领导人、极右翼独裁者奥古斯托·皮诺切特犯有危害人类罪，在1973年通过政变推翻萨尔瓦多·阿连德的民选政府后，为巩固自身权力，以“国家安全”为由，大肆逮捕和处决左翼持不同政见者，光是被法庭处决的持不同政见者多达3,000人以上，更是有数以万计的人被失踪[22]。
- 2014年2月10日，西班牙最高法院下令發佈對中华人民共和国前国家领导人江澤民和李鵬，及其他被指在西藏犯有危害人类罪的官員的國際逮捕令。中國外交部要求西班牙當局阻止對中國前領導人在西藏問題上的行為採取進一步法律訴訟行動[23]。2014年6月23日，西班牙高等法院撤销两宗由当地藏族僧侣及法轮功组织指控江泽民、李鹏涉嫌种族灭绝、侵犯人权的案件[24]。